# 馬爾塔高原
72°58′S 167°18′E / 72.967°S 167.300°E
馬爾塔高原（英語：Malta Plateau）是南極洲的高原，位於維多利亞地，處於勝利山脈，南面和西面以馬里納冰川為界，北面和東面分別以特拉法爾加冰川和博克格雷溫克冰川的支流為界。